# Birubius panamunus
Birubius panamunus is een vlokreeftensoort uit de familie van de Phoxocephalidae. De wetenschappelijke naam van de soort is voor het eerst geldig gepubliceerd in 1976 door Barnard & Drummond.